# Pallacanestro femminile ai XIX Giochi panamericani
Il campionato femminile di pallacanestro ai XIX Giochi panamericani si è svolto dal 25 al 29 ottobre 2023 a Santiago del Cile, in Cile, durante i XIX Giochi panamericani.

## Squadre partecipanti
- Argentina
- Brasile
- Cile
- Colombia
- Cuba
- Messico
- Porto Rico
- Venezuela

## Prima fase

### Girone A

#### Classifica
| Squadra    | G | V | P | PF  | PS  | DP  | P.ti |
| ---------- | - | - | - | --- | --- | --- | ---- |
| Cuba       | 3 | 2 | 1 | 221 | 200 | +21 | 5    |
| Argentina  | 3 | 2 | 1 | 238 | 232 | +6  | 5    |
| Cile       | 3 | 1 | 2 | 205 | 215 | -10 | 4    |
| Porto Rico | 3 | 1 | 2 | 207 | 232 | -25 | 4    |

Risultati
| Santiago del Cile 25 ottobre 2023                  | Cuba  | 86 – 74 (24-15, 26-16, 17-15, 19-28) referto | Argentina |  |
| \| \| \| \| \| Montero 17 \| Punti \| 21 Suárez \| |       |                                              |           |  |
|                                                    |       |                                              |           |  |
| Montero 17                                         | Punti | 21 Suárez                                    |           |  |

| Santiago del Cile 25 ottobre 2023 | Cile | 86 – 60 (22-20, 28-18, 24-9, 12-13) referto | Porto Rico |  |

| Santiago del Cile 26 ottobre 2023 | Porto Rico | 72 – 69 (10-26, 17-16, 20-16, 25-12) referto | Cuba |  |

| Santiago del Cile 26 ottobre 2023 | Argentina | 87 – 71 (15-20, 25-20, 18-14, 29-17) referto | Cile |  |

| Santiago del Cile 27 ottobre 2023 | Porto Rico | 75 – 77 (29-30, 14-17, 16-14, 16-16) referto | Argentina |  |

| Santiago del Cile 27 ottobre 2023 | Cuba | 68 – 48 (11-11, 24-16, 10-7, 23-14) referto | Cile |  |

### Girone B

#### Classifica
| Squadra   | G | V | P | PF  | PS  | DP  | P.ti |
| --------- | - | - | - | --- | --- | --- | ---- |
| Brasile   | 3 | 3 | 0 | 244 | 158 | +86 | 6    |
| Colombia  | 3 | 2 | 1 | 196 | 189 | +7  | 5    |
| Venezuela | 3 | 1 | 2 | 175 | 232 | -57 | 4    |
| Messico   | 3 | 0 | 3 | 173 | 209 | -36 | 3    |

Risultati
| Santiago del Cile 25 ottobre 2023 | Brasile | 72 – 54 (16-12, 19-16, 21-14, 16-12) referto | Messico |  |

| Santiago del Cile 25 ottobre 2023 | Colombia | 73 – 57 (23-15, 12-17, 12-6, 26-19) referto | Venezuela |  |

| Santiago del Cile 26 ottobre 2023 | Venezuela | 47 – 94 (21-16, 5-31, 5-28, 16-19) referto | Brasile |  |

| Santiago del Cile 26 ottobre 2023 | Messico | 54 – 66 (16-18, 12-12, 16-18, 10-18) referto | Colombia |  |

| Santiago del Cile 27 ottobre 2023 | Brasile | 78 – 57 (22-23, 19-8, 11-16, 26-10) referto | Colombia |  |

| Santiago del Cile 27 ottobre 2023 | Venezuela | 71 – 65 (29-30, 14-17, 16-14, 16-16) referto | Messico |  |

## Fase finale
|  | Semifinali | Semifinali | Semifinali |         |          | Finale    | Finale    | Finale |  |
|  |            |            |            |         |          |           |           |        |  |
|  | 1A         | Cuba       | 48         |         |          |           |           |        |  |
|  | 1A         | Cuba       | 48         |         |          |           |           |        |  |
|  | 2B         | Colombia   | 73         |         |          |           |           |        |  |
|  | 2B         | Colombia   | 73         |         | Colombia | Colombia  | 40        |        |  |
|  |            |            |            |         | Colombia | Colombia  | 40        |        |  |
|  |            |            | Brasile    | Brasile | 50       |           |           |        |  |
|  | 1B         | Brasile    | Brasile    | Brasile | 50       | 77        |           |        |  |
|  | 1B         | Brasile    |            |         |          | 77        |           |        |  |
|  | 2A         | Argentina  | 57         |         |          |           |           |        |  |
|  | 2A         | Argentina  | 57         |         |          |           |           |        |  |
|  |            |            |            |         |          |           |           |        |  |
|  |            |            |            |         |          | Cuba      | Cuba      | 66     |  |
|  |            |            |            |         |          | Cuba      | Cuba      | 66     |  |
|  |            |            |            |         |          | Argentina | Argentina | 75     |  |

### Semifinali
| Santiago del Cile 28 ottobre 2023 | Cuba | 48 – 73 referto | Colombia |  |

| Santiago del Cile 28 ottobre 2023 | Brasile | 77 – 57 referto | Argentina |  |

### Finale 7º posto
| Santiago del Cile 28 ottobre 2023 | Porto Rico | 75 – 70 referto | Messico |  |

### Finale 5º posto
| Santiago del Cile 28 ottobre 2023 | Cile | 70 – 79 referto | Venezuela |  |

### Finale 3º posto
| Santiago del Cile 29 ottobre 2023 | Cuba | 66 – 75 referto | Argentina |  |

### Finale 1º posto
| Santiago del Cile 29 ottobre 2023 | Brasile | 50 – 40 referto | Colombia |  |

## Classifica finale
| Pos. | Squadra    | Formazione |
| ---- | ---------- | ---------- |
|      | Brasile    |            |
|      | Colombia   |            |
|      | Argentina  |            |
| 4.   | Cuba       |            |
| 5.   | Venezuela  |            |
| 6.   | Cile       |            |
| 7.   | Porto Rico |            |
| 8.   | Messico    |            |